# Žabari
Žabari (em cirílico: Жабари) é uma vila e um município da Sérvia localizada no distrito de Braničevo, na região de Braničevo. A vila possuía 1163 habitantes segundo o censo de 2002.

## Demografia
| 1948   | 1953   | 1961   | 1971   | 1981   | 1991   | 2002   | 2011   |
| ------ | ------ | ------ | ------ | ------ | ------ | ------ | ------ |
| 26 178 | 26 496 | 25 144 | 23 298 | 21 819 | 19 347 | 13 034 | 10 969 |